# HD 157910
HD 157910，又名BD+37 2882，SAO 66014、HR 6491，是一颗恒星，视星等为6.28，位于銀經61.25，銀緯32.52，其B1900.0坐标为赤經17h 20m 59.2s，赤緯+37° 32.52′ 27″。